# George I van Anhalt
George I van Anhalt-Dessau (circa 1390 - Dessau, 21 september 1474) was van 1405 tot aan zijn dood vorst van Anhalt-Dessau. Hij behoorde tot het huis Ascaniërs.

## Levensloop
George was de tweede zoon van vorst Sigismund I van Anhalt-Zerbst en Judith van Querfurt, dochter van graaf Gebhard XI. Na het overlijden van zijn vader in 1405 werd hij vorst van Anhalt-Dessau, in gezamenlijke regering met zijn broers Waldemar IV (1405-1417), Sigismund II (1405-1452) en Albrecht VI (1405-1469).
In de strijd om het klooster van Zerbst gaf George in 1415 beduidende rechten aan het aartsbisdom Maagdenburg en sloot hij een tienjarig bondgenootschap met de aartsbisschop. Toen keizer Sigismund na het uitsterven van de Saksische linie van het huis Ascaniërs in 1422 markgraaf Frederik IV van Meißen het keurvorstendom Saksen schonk, trok George zijn aanspraken op Saksen terug, maar hij bleef wel de districten Barby, Walternienburg en Seyda claimen. Toen George in 1435 een vergelijk met Frederik sloot, kwam hij in het bezit van het district Barby. In 1444 hernieuwde hij het bondgenootschap met het aartsbisdom Maagdenburg.
Bij de stadsbrand van Dessau in 1467 werden grote delen van het vorstelijke slot en het staatsarchief verwoest. In 1468 erfde hij de bezittingen van vorst Bernhard VI van Anhalt-Bernburg, waardoor hij jarenlang een conflict had met Bernhards weduwe Hedwig van Sagan. In 1470 droeg George de regeringszaken van Anhalt-Dessau over aan zijn zonen. In 1471 ondertekende hij een erfverdrag met vorst Adolf I van Anhalt-Köthen, waarbij George tot medeheerser van Anhalt-Köthen werd benoemd met de rechten over de helft van het vorstendom. Hij stond zijn medeheerschappij echter onmiddellijk af aan zijn oudste zoon Waldemar VI.
George stierf in september 1474 op ongeveer 84-jarige leeftijd, waarna hij in Dessau werd begraven.  

## Huwelijken en nakomelingen
Rond 1413 huwde hij met zijn eerste echtgenote Mathilde (overleden voor 1432), dochter van vorst Otto III van Anhalt-Bernburg. Het huwelijk bleef kinderloos.
In 1432 huwde hij met zijn tweede echtgenote Euphemia (1404-1442), dochter van hertog Koenraad III van Oels en weduwe van keurvorst Albrecht III van Saksen. Ze kregen zes dochters:
- Anna (overleden in 1492), huwde in 1461 met graaf Hendrik II van Plauen en in 1467 met graaf Johan I van Honstein-Heldrungen
- Margaretha (overleden voor 1516)
- Hedwig, jong gestorven
- Maria, kloosterzuster in Brehna
- Hedwig, kloosterzuster in Brehna
- Barbara, kloosterzuster in Brehna

In 1442 huwde George met zijn derde echtgenote Sophia (overleden in 1451), mogelijk een lid van het huis Hohnstein. Ze kregen drie kinderen:
- Agnes (1445-1504), abdis van Gandersheim, Neuenheerse en Kaufungen
- Waldemar VI (1450-1508), vorst van Anhalt-Köthen
- Scholastica (1451-1504), abdis van Gandersheim

Op 7 september 1453 huwde hij met zijn vierde echtgenote Anna (1430-1513), dochter van graaf Albrecht VII van Lindow-Ruppin. Ze kregen negen kinderen:
- Ernst I (1454-1516), vorst van Anhalt-Dessau
- George II (1454-1509), vorst van Anhalt-Dessau
- Sigismund III (1456-1487), vorst van Anhalt-Dessau
- Anna (overleden in 1531), huwde in 1498 met graaf Johan V van Oldenburg
- Rudolf IV (1466-1510), vorst van Anhalt-Dessau
- Bernhard, jong gestorven
- Johan, jong gestorven
- Hendrik, jong gestorven
- Laurens, jong gestorven